# Teatro Plinius
Il Teatro Plinius è stato un teatro di Milano.

## Storia
Edificato negli anni trenta, in un'epoca in cui i locali destinati all'intrattenimento teatrale e cinematografico cominciavano a diffondersi e a divenire i principali centri d'aggregazione culturale per la cittadinanza, vive anni di splendore e fama. Al Teatro Plinius si facevano due spettacoli di rivista al giorno, anche nei giorni feriali, uno pomeridiano alle 17 e uno serale alle 20.45, cui seguiva l'ultimo spettacolo delle ore 22. 
Ospitò nel novembre del 1939 la compagnia dell'allora famoso attore di rivista Angelo Cecchelin. Tra i numerosi spettacoli di rivista teatro di rivista in quegli anni, il Plinus ne ospita anche uno in cui recita il giovane Aldo Fabrizi e successivamente, per la prima volta in una città del Nord Italia, lo stesso Totò. Oltre alle riviste, nel corso degli anni furono rappresentate anche commedie e opere liriche.
Nel 1967 il Teatro Plinius viene rinnovato radicalmente, il palcoscenico viene in parte eliminato e il Plinius diventa un esercizio esclusivamente cinematografico. A metà degli anni novanta viene ulteriormente ristrutturato e trasformato in cinema multisala.